# جون ستيفنسون (سياسي كندي، مواليد 1812)
جون ستيفنسون هو سياسي كندي، ولد في 12 أغسطس 1812 في مقاطعة هونتردون في الولايات المتحدة، وتوفي في 1 أبريل 1884 في غريتر ناباني في كندا. نشط حزبياً في حزب أونتاريو المحافظ التقدمي. وقد انتخب عضو برلمان مقاطعة أونتاريو وانتخب رئيس برلمان مقاطعة أونتاريو ‏.